# Anthems of Rebellion (Arch Enemy)
Anthems of rebellion (2003) is het vijfde album van de Zweedse deathmetalband Arch Enemy.
Het is het tweede album met de stem van Angela Gossow.

## Inhoud
1. "Tear Down The Walls" (00:32)
2. "Silent Wars" (04:15)
3. "We Will Rise" (04:07)
4. "Dead Eyes See No Future" (04:14)
5. "Instinct" (03:37)
6. "Leader of the Rats (Anonymous Animosity)" (04:21)
7. "Exist to Exit" (05:22)
8. "Marching on a Dead-End Road" (01:17)
9. "Despicable Heroes" (02:12)
10. "End of the Line" (03:36)
11. "Dehumanization" (04:15)
12. "Anthem" (00:57)
13. "Saints and Sinners" (04:41)